# Polonia en la Copa Mundial de Fútbol de 2006
La selección de Polonia fue uno de los 32 equipos participantes de la Copa Mundial de Fútbol de 2006, realizada en Alemania entre los días 11 de junio y 11 de julio de ese mismo año. Se clasificó para el torneo por séptima ocasión en su historia, luego de una notable campaña clasificatoria obteniendo el segundo lugar en el Grupo 6 de la clasificación europea, siendo superado únicamente por Inglaterra por diferencia de un punto.
El 9 de diciembre de 2005, por medio del sorteo que se efectuó en Leipzig, Alemania, la selección polaca quedó encuadrada en el Grupo A, junto a la anfitriona Alemania, Ecuador y Costa Rica.
Tras dicha campaña, Polonia asomaba como favorita para clasificar a la segunda ronda en el Grupo A junto a la local Alemania, superando así a las consideradas débiles selecciones de Ecuador y Costa Rica.
En el debut mundialista frente a la selección ecuatoriana, Polonia cayó 2:0; posteriormente fue derrotada nuevamente por marcador de 1:0 por Alemania. En su último encuentro los polacos ganaron, esta vez 2:1 contra el equipo costarricense. De esta forma, la selección de Polonia fue tercer lugar de su grupo y por ende, eliminada en la primera fase, igualando la participación en Corea-Japón 2002.

## Clasificación
El equipo del entrenador Paweł Janas inició el proceso de clasificación el 4 de septiembre de 2004 con una victoria de visitante por marcador de 3:0 contra la selección de Irlanda del Norte en Belfast. Los anotadores en este partido fueron Maciej Zurawski, Piotr Włodarczyk y Jacek Krzynówek. Cuatro días después debió enfrentar el primer encuentro como local. contra la selección inglesa, la cual derrotó a Polonia por marcador de 1:2.
Un mes más tarde, el equipo polaco obtuvo dos triunfos de visitante marcando tres goles en ambos encuentros. Primeramente, venció a Austria en Vienna por 1:3. Radosław Kaluzny, Jacek Krzynówek y Tomasz Frankowski fueron los autores de las anotaciones. En la cuarta jornada, Polonia visita a Gales ganando por 2:3 en Cardiff con goles de Frankowski, Maciej Zurawski y Krzynówek. Con este resultado, Polonia mantenía el segundo puesto de la clasificación del grupo. 

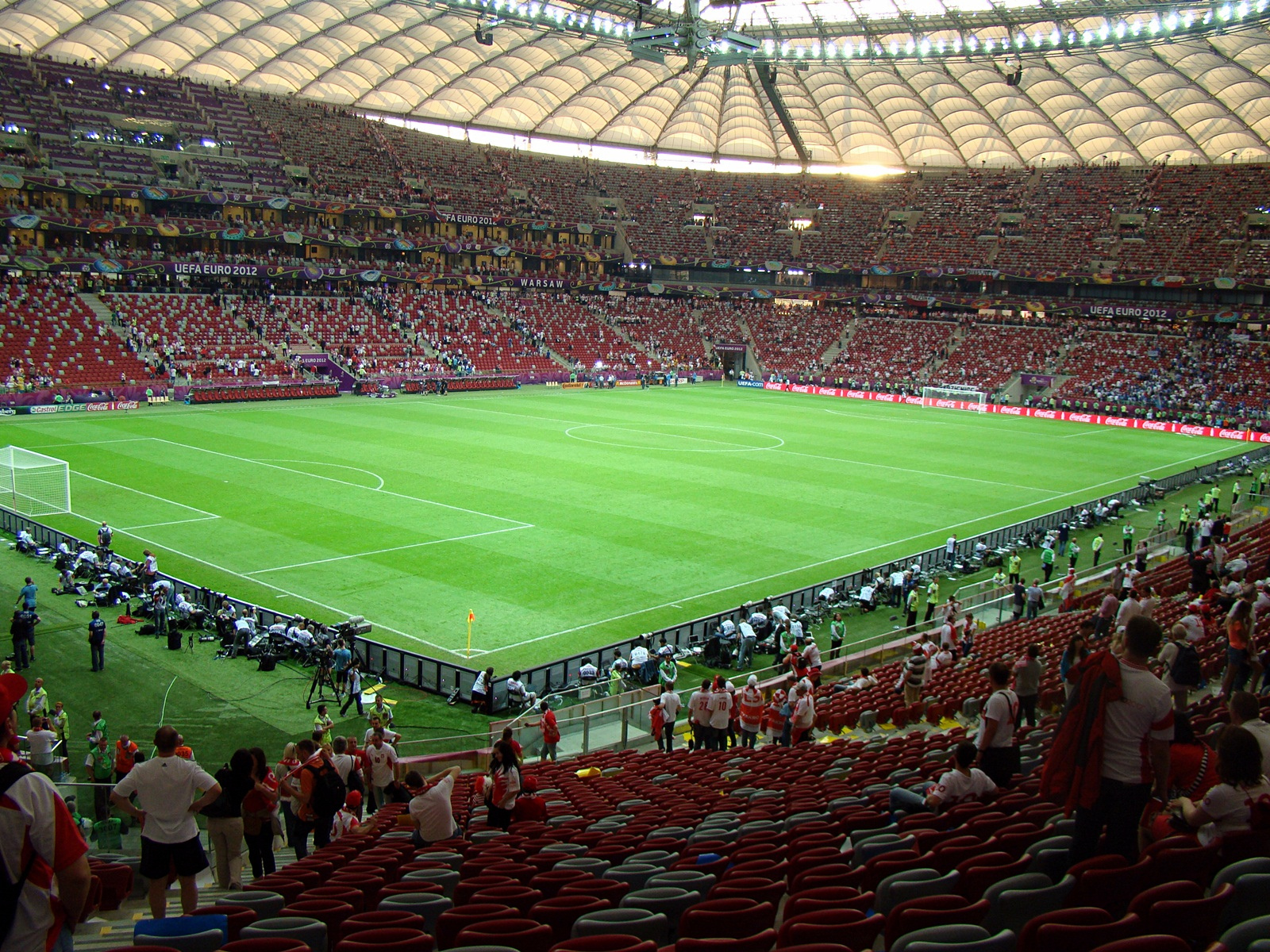
Estadio Nacional de Varsovia, sede del triunfo con más goles de jugando como local.

Más de medio año tuvo que esperar Polonia para cumplir con su siguiente partido cuando en Varsovia por la 5ª fecha consiguió la victoria más abultada registrada en las eliminatorias europeas para esta Copa Mundial de 2006. El seleccionado polaco goleó por marcador de 8:0 a su similar de Azerbaiyán. Los goles en este partido fueron anotado por Frankowski (en tres ocasiones), Kamil Kosowski, Jacek Krzynówek, Marek Saganowski (en dos ocasiones) y un autogol del conjunto azerí. El siguiente juego, cuatro días después, el 30 de marzo de 2005, Polonia venció 1:0 a la escuadra de Irlanda del Norte con gol de Maciej Zurawski en el Estadio Nacional de Varsovia.
Para junio de 2005, la selección polaca fue a Azerbaiyán donde con goles de Frankowski, Tomasz Kłos y Maciej Zurawski obtuvo la victoria por 3:0. Tres meses después como parte de la 8.ª fecha recibió en la ciudad de Chorzów a Austria. Polonia derrotó al conjunto austriaco con un resultado de 3:2 con goles de Euzebiusz Smolarek, Kamil Kosowski y Maciej Zurawski.
En la siguiente fecha, en la ciudad de Varsovia, la selección polaca volvió a vencer a Gales con gol en solitario de Zurawski. Con este resultado, combinado con la derrota de Inglaterra en Irlanda del Norte, Polonia se colocaba como primer lugar de grupo. Asimismo, este marcador aseguraba a Polonia avanzar a la ronda de playoff como mínimo. 
Finalmente, en la última fecha, en Londres, el conjunto polaco disputaría el lugar definitivo a ocupar en el grupo. Con un resultado de 2:1, Inglaterra obtuvo la victoria asegurando su calificación a la copa del mundo. Sin embargo, como Polonia fue el segundo lugar en la tabla general de segundos lugares de grupo obtuvo su calificación directa a la Copa del Mundo junto con Suecia. Maciej Zurawski y Tomasz Frankowski terminaron como líderes de goleo del grupo con siete tantos.

### Tabla de posiciones
| Equipo            | Pts | PJ | PG | PE | PP | GF | GC |
| ----------------- | --- | -- | -- | -- | -- | -- | -- |
| Inglaterra        | 25  | 10 | 8  | 1  | 1  | 17 | 5  |
| Polonia           | 24  | 10 | 8  | 0  | 2  | 27 | 9  |
| Austria           | 15  | 10 | 4  | 3  | 3  | 15 | 12 |
| Irlanda del Norte | 9   | 10 | 2  | 3  | 5  | 10 | 18 |
| Gales             | 8   | 10 | 2  | 2  | 6  | 10 | 15 |
| Azerbaiyán        | 3   | 10 | 0  | 3  | 7  | 1  | 21 |

### Partidos
| Fecha                   | Lugar      |                   |                       | Resultado |                       |                   |
| ----------------------- | ---------- | ----------------- | --------------------- | --------- | --------------------- | ----------------- |
| 4 de septiembre de 2004 | Belfast    | Irlanda del Norte |                       | 0:3 (0:2) | Bandera de Polonia    | Polonia           |
| 8 de septiembre de 2004 | Chorzów    | Polonia           | Bandera de Polonia    | 1:2 (0:1) | Bandera de Inglaterra | Inglaterra        |
| 9 de octubre de 2004    | Viena      | Austria           | Bandera de Austria    | 1:3 (1:1) | Bandera de Polonia    | Polonia           |
| 13 de octubre de 2004   | Cardiff    | Gales             | Bandera de Gales      | 2:3 (0:0) | Bandera de Polonia    | Polonia           |
| 26 de marzo de 2005     | Varsovia   | Polonia           | Bandera de Polonia    | 8:0 (3:0) | Bandera de Azerbaiyán | Azerbaiyán        |
| 30 de marzo de 2005     | Varsovia   | Polonia           | Bandera de Polonia    | 1:0 (0:0) |                       | Irlanda del Norte |
| 4 de junio de 2005      | Bakú       | Azerbaiyán        | Bandera de Azerbaiyán | 0:3 (0:1) | Bandera de Polonia    | Polonia           |
| 3 de septiembre de 2005 | Chorzów    | Polonia           | Bandera de Polonia    | 3:2 (2:0) | Bandera de Austria    | Austria           |
| 7 de septiembre de 2005 | Varsovia   | Polonia           | Bandera de Polonia    | 1:0 (0:0) | Bandera de Gales      | Gales             |
| 12 de octubre de 2005   | Mánchester | Inglaterra        | Bandera de Inglaterra | 2:1 (1:1) | Bandera de Polonia    | Polonia           |

### Goleadores
| Jugador            | Goles |
| ------------------ | ----- |
| Tomasz Frankowski  | 7     |
| Maciej Zurawski    | 7     |
| Jacek Krzynówek    | 4     |
| Marek Saganowski   | 2     |
| Kamil Kosowski     | 2     |
| Piotr Włodarczyk   | 1     |
| Radosław Kaluzny   | 1     |
| Tomasz Kłos        | 1     |
| Euzebiusz Smolarek | 1     |

## Jugadores
Datos corresponden a situación previo al inicio del torneo
| #  | Nombre              | Posición      | Edad | PJ Sel | Club                 |
| -- | ------------------- | ------------- | ---- | ------ | -------------------- |
| 1  | Artur Boruc         | Portero       | 26   | 17     | Celtic FC            |
| 2  | Mariusz Jop         | Defensa       | 27   | 12     | FC Moskva            |
| 3  | Seweryn Gancarczyk  | Defensa       | 24   | 2      | Metalist Járkov      |
| 4  | Marcin Baszczyński  | Defensa       | 29   | 32     | Wisła Cracovia       |
| 5  | Kamil Kosowski      | Mediocampista | 28   | 45     | Southampton FC       |
| 6  | Jacek Bąk           | Defensa       | 33   | 72     | Al Rayyan            |
| 7  | Radosław Sobolewski | Mediocampista | 29   | 19     | Wisła Cracovia       |
| 8  | Jacek Krzynówek     | Mediocampista | 30   | 58     | Bayer Leverkusen     |
| 9  | Maciej Żurawski     | Delantero     | 29   | 50     | Celtic FC            |
| 10 | Mirosław Szymkowiak | Mediocampista | 29   | 29     | Trabzonspor          |
| 11 | Grzegorz Rasiak     | Delantero     | 27   | 30     | Southampton FC       |
| 12 | Tomasz Kuszczak     | Portero       | 24   | 4      | West Bromwich Albion |
| 13 | Sebastian Mila      | Mediocampista | 23   | 27     | FK Austria Viena     |
| 14 | Michał Żewłakow     | Defensa       | 30   | 56     | Olympiakos           |
| 15 | Euzebiusz Smolarek  | Mediocampista | 25   | 13     | Borussia Dortmund    |
| 16 | Arkadiusz Radomski  | Mediocampista | 28   | 20     | FK Austria Viena     |
| 17 | Dariusz Dudka       | Defensa       | 22   | 7      | Wisła Cracovia       |
| 18 | Mariusz Lewandowski | Defensa       | 27   | 25     | Shakhtar Donetsk     |
| 19 | Bartosz Bosacki     | Defensa       | 30   | 11     | Lech Poznań          |
| 20 | Piotr Giza          | Mediocampista | 26   | 4      | KS Cracovia          |
| 21 | Ireneusz Jeleń      | Delantero     | 25   | 10     | Wisła Cracovia       |
| 22 | Łukasz Fabiański    | Portero       | 21   | 2      | Legia Varsovia       |
| 23 | Paweł Brożek        | Delantero     | 23   | 4      | Wisła Cracovia       |
| DT | Paweł Janas         |               |      |        |                      |

## Participación

### Enfrentamientos previos
| Fecha                   | Lugar          |         |                    | Resultado |                           |                |
| ----------------------- | -------------- | ------- | ------------------ | --------- | ------------------------- | -------------- |
| 13 de noviembre de 2005 | Barcelona      | Polonia | Bandera de Polonia | 3:0 (1:0) | Bandera de Ecuador        | Ecuador        |
| 16 de noviembre de 2005 | Ostrowiec      | Polonia | Bandera de Polonia | 3:1 (1:0) | Bandera de Estonia        | Estonia        |
| 1 de marzo de 2006      | Kaiserslautern | Polonia | Bandera de Polonia | 0:1 (0:0) |                           | Estados Unidos |
| 28 de marzo de 2006     | Riad           | Polonia | Bandera de Polonia | 2:1 (1:1) | Bandera de Arabia Saudita | Arabia Saudita |
| 2 de mayo de 2006       | Bełchatów      | Polonia | Bandera de Polonia | 0:1 (0:1) | Bandera de Lituania       | Lituania       |
| 14 de mayo de 2006      | Wronki         | Polonia | Bandera de Polonia | 4:0 (1:0) |                           | Islas Feroe    |
| 30 de mayo de 2006      | Chorzów        | Polonia | Bandera de Polonia | 1:2 (0:1) | Bandera de Colombia       | Colombia       |
| 3 de junio de 2006      | Wolfsburgo     | Polonia | Bandera de Polonia | 1:0 (0:0) | Bandera de Croacia        | Croacia        |

### Primera fase
| Equipo     | Pts | PJ | PG | PE | PP | GF | GC | Dif |
| ---------- | --- | -- | -- | -- | -- | -- | -- | --- |
| Alemania   | 9   | 3  | 3  | 0  | 0  | 8  | 2  | +6  |
| Ecuador    | 6   | 3  | 2  | 0  | 1  | 5  | 3  | +2  |
| Polonia    | 3   | 3  | 1  | 0  | 2  | 2  | 4  | -2  |
| Costa Rica | 0   | 3  | 0  | 0  | 3  | 3  | 9  | -6  |

| 9 de junio de 2006, 21:00 | Polonia | 0:2 (0:1) | Ecuador                      | Arena AufSchalke, Gelsenkirchen                                   |                                                                   |
|                           |         | Reporte   | C. Tenorio 24' · Delgado 80' | Asistencia: 52.000 espectadores Árbitro(s): Toru Kamikawa (Japón) | Asistencia: 52.000 espectadores Árbitro(s): Toru Kamikawa (Japón) |

| 14 de junio de 2006, 21:00 | Polonia | 0:1 (0:0) | Alemania       | Signal Iduna Park, Dortmund                                                |                                                                            |
|                            |         | Reporte   | Neuville 90+1' | Asistencia: 65.000 espectadores Árbitro(s): Luis Medina Cantalejo (España) | Asistencia: 65.000 espectadores Árbitro(s): Luis Medina Cantalejo (España) |

| 20 de junio de 2006, 16:00 | Polonia          | 2:1 (1:1) | Costa Rica | AWD-Arena, Hanóver                                                    |                                                                       |
|                            | Bosacki 33', 66' | Reporte   | Gómez 25'  | Asistencia: 43.000 espectadores Árbitro(s): Shamsul Maidin (Singapur) | Asistencia: 43.000 espectadores Árbitro(s): Shamsul Maidin (Singapur) |

### Participación de jugadores
| #  | Nombre              | Posición      | PJ | Min |   | Asist | Tiros  | Faltas |   |   |
| -- | ------------------- | ------------- | -- | --- | - | ----- | ------ | ------ | - | - |
| 2  | Mariusz Jop         | Defensa       | 1  | 90  | 0 | 0     | 0      | 0-3    | 0 | 0 |
| 3  | Seweryn Gancarczyk  | Defensa       | 0  | 0   | 0 | 0     | 0      | 0-0    | 0 | 0 |
| 4  | Marcin Baszczyński  | Defensa       | 3  | 270 | 0 | 0     | 1      | 4-3    | 1 | 0 |
| 5  | Kamil Kosowski      | Mediocampista | 1  | 13  | 0 | 0     | 1      | 1-0    | 0 | 0 |
| 6  | Jacek Bąk           | Defensa       | 3  | 270 | 0 | 0     | 0      | 4-4    | 1 | 0 |
| 7  | Radosław Sobolewski | Mediocampista | 2  | 140 | 0 | 0     | 0      | 1-4    | 2 | 1 |
| 8  | Jacek Krzynówek     | Mediocampista | 3  | 243 | 0 | 1     | 3      | 6-2    | 1 | 0 |
| 9  | Maciej Żurawski     | Delantero     | 3  | 217 | 0 | 1     | 4      | 4-0    | 0 | 0 |
| 10 | Mirosław Szymkowiak | Mediocampista | 2  | 180 | 0 | 0     | 2      | 4-6    | 0 | 0 |
| 11 | Grzegorz Rasiak     | Delantero     | 1  | 6   | 0 | 0     | 0      | 0-1    | 0 | 0 |
| 13 | Sebastian Mila      | Mediocampista | 0  | 0   | 0 | 0     | 0      | 0-0    | 0 | 0 |
| 14 | Michał Żewłakow     | Defensa       | 3  | 262 | 0 | 0     | 1      | 4-3    | 1 | 0 |
| 15 | Euzebiusz Smolarek  | Mediocampista | 3  | 264 | 0 | 0     | 2      | 9-4    | 1 | 0 |
| 16 | Arkadiusz Radomski  | Mediocampista | 3  | 243 | 0 | 0     | 0      | 1-8    | 1 | 0 |
| 17 | Dariusz Dudka       | Defensa       | 1  | 8   | 0 | 0     | 0      | 0-0    | 0 | 0 |
| 18 | Mariusz Lewandowski | Defensa       | 2  | 41  | 0 | 0     | 0      | 0-0    | 0 | 0 |
| 19 | Bartosz Bosacki     | Defensa       | 2  | 180 | 2 | 0     | 2      | 0-2    | 0 | 0 |
| 20 | Piotr Giza          | Mediocampista | 0  | 0   | 0 | 0     | 0      | 0-0    | 0 | 0 |
| 21 | Ireneusz Jeleń      | Delantero     | 3  | 203 | 0 | 0     | 4      | 8-3    | 0 | 0 |
| 23 | Paweł Brożek        | Delantero     | 3  | 54  | 0 | 0     | 2      | 1-3    | 0 | 0 |
| #  | Nombre              | Posición      | PJ | Min |   | Prom. | Atajos | Faltas |   |   |
| 1  | Artur Boruc         | Portero       | 3  | 270 | 4 | 1,33  | 13     | 1-0    | 0 | 0 |
| 12 | Tomasz Kuszczak     | Portero       | 0  | 0   | 0 | 0     | 0      | 0-0    | 0 | 0 |
| 22 | Łukasz Fabiański    | Portero       | 0  | 0   | 0 | 0     | 0      | 0-0    | 0 | 0 |